# 刘义节
劉義節（？—？），原名世龍，并州晉陽人，隋末唐初政治人物。

## 生平
大業末，劉世龍為晉陽鄉長。李渊鎮太原时，裴寂多次推荐他，由是甚見接待，也经常出入王威、高君雅家，然獨歸心於李渊。李渊将要起兵的时候，威與君雅內懷疑惑，世龍輒探得这个情报，告诉了李渊。等到杀了王威等人，授予劉世龍銀青光祿大夫。從平定京城，累轉鴻臚卿，仍改名義節。
时值唐朝刚刚建立，傾竭府藏赐予那些有功的人，这样政府的支出就不够用了，劉義節向李渊提出建议：「今義師數萬，並在京師，樵薪貴而布帛賤。若采街衢及苑中樹為樵以易布帛，歲收數十萬匹立可致也。又藏內繒絹，匹匹軸之，使申截取剩物，以供雜費，動盈十餘萬段矣。」李渊听从了这些建议，大收其利。再遷太府卿，封葛國公。
武德九年十月，唐太宗核定功臣以往的功绩，劉義節被授予食邑六百户。
貞觀初，轉少府監，以罪配流嶺南，尋授欽州別駕，就去世了。

## 家庭
從子：刘思禮，萬歲通天二年，為箕州刺史，后因谋反被诛杀。